# Колхозный Карчит
Колхозный Карчит — посёлок в Таштагольском районе Кемеровской области. Входит в состав Усть-Кабырзинского сельского поселения.

## География
Центральная часть посёлка расположена на высоте 509 м над уровнем моря.

## Население
| 2010 |
| ---- |
| 0    |

По данным Всероссийской переписи населения 2010 года, посёлок Колхозный Карчит не имеет постоянного населения.